# Lab Rats
Lab Rats  é  uma série de televisão dos EUA de ação e comédia, criada por Chris Peterson e Bryan Moore, que são também produtores executivos juntos com Mark Brazill. É protagonizada por Tyrel Jackson Williams, Billy Unger, Spencer Boldman, Kelli Berglund e Hal Sparks. A série começou a ser produzida em setembro de 2011 e estreou no Disney XD EUA no dia 27 de fevereiro de 2012. Em Portugal, a série estreou em 16 de junho de 2012, enquanto no Brasil a série estreou no dia 12 de agosto, no Disney XD Brasil. No dia 17 de maio de 2012, após a exibição de 7 episódios, Lab Rats foi renovado para uma segunda temporada composta por 25 episódios. Em julho de 2013, Lab Rats foi renovado para uma terceira temporada. Em maio de 2014, a série foi renovada para uma quarta temporada, tornando-se a segunda série do Disney XD a ganhar mais de três temporadas, assim como Kickin IT. Em 7 de setembro de 2015, o Disney XD anunciou que a série teria um spin-off em conjunto com a série Mighty Med, com o nome de Lab Rats: Elite Force, que estreou em 2 de março de 2016, com apenas Billy Unger e Kelli Berglund do elenco principal.
A série já foi exibida pela TV Globo (parabólica analógica) na faixa do Praça TV 1ª Edição.

## Sinopse
A série relata a vida de Leo, um adolescente que descobre na caverna da sua nova casa três Super-Humanos criados pelo seu padrasto: Adam possui super força; Bree super velocidade; e Chase é a pessoa mais inteligente do mundo. Leo vive na casa com a sua mãe Tasha e seu padrasto inventor bilionário, Donald Davenport. Os 3 adolescentes biónicos convencem Leo para irem com ele para a escola para que eles possam tentar ter uma vida normal. Os adolescentes vão para a escola onde vivem diversas peripercias, e aprendem o valor do trabalho em equipe, enquanto salvam o mundo e vivem diversas aventuras.

## Elenco e Personagens

### Personagens principais
- Adam Davenport (Spencer Boldman): Tem uma incrível força e consegue erguer ou destruir qualquer coisa, embora não tenha muita inteligência e seja distraído. Ele é o irmão de Bree e Chase e meio–irmão de Leo, na 1.ª temporada tem 16 anos, na 2.ª temporada no episódio 25 tem 17 anos, na 3.ª temporada entre os episódios 21-22 completa 18 anos, sendo por isso o mais velho. As suas falhas são granadas de plasma quando está muito feliz e perda do controlo da sua visão de calor que sai em forma de fogo ao invés de laser quando está muito irritado. Ele implica muito com Chase por causa da sua altura. As suas únicas habilidades secretas foram rajadas de plasmas azuis e o super sopro que foi mostrado num episódio. Poderes: super força, visão de calor, visão laser, granadas de plasma, ondas de choque e enorme capacidade pulmonar para respirar em qualquer ambiente, além de soprar uma rajada de vento muito forte.
- Bree Davenport (Kelli Berglund): Bree é uma rapariga muito bonita que consegue correr à velocidade da luz e saltar muito alto. Além disso, consegue formar ciclones quando gira rápido o suficiente. Também possui super agilidade e uma incrível velocidade de fala e digitação. Ela, como todas as adolescentes, é elegante e já teve várias paixões. Na 1.ª temporada tem 15 anos, na 2.ª temporada no episódio 25 tem 16 anos, na 3.ª temporada entre os episódios 21-22 tem 17 anos. As suas falhas são a negação incontrolável quando está nervosa e a incontrolável manipulação de voz (quando Bree fica nervosa, na hora de ela falar, diz coisas em diferentes vozes e ruídos aleatórios). Poderes: super velocidade, super agilidade, super saltos, manipulação vocal, invisibilidade, poder criar ciclones se rodar muito rápido.
- Chase Davenport (Billy Unger): Chase é um rapaz super biónico que tem uma inteligência sem igual e que também consegue fazer campos de força para se defender. Não gosta de quebrar as regras, embora isso o atrapalhe em diversas ocasiões. Ele também é capaz de manipular objetos (cinética molecular), a fim de os controlar numa forma de telecinese. Também possui um computador interno que permite que ele acesse à Internet mentalmente, também podendo piratear outros computadores e objetos eletrónicos. Para além disso, projeta hologramas através dos seus olhos. Na primeira temporada tem 14 anos, na 2.ª temporada no episódio 25 tem 15 anos, na 3.ª temporada entre os episódios 21-22 tem 16 anos. Uma das suas falhas é a arrogante, controladora e rude personalidade apelidada de "Spike", destinada a ser um aplicativo de batalha. Mais uma falha sua são os seus sentidos  super biónicos, que causam um super espirro sonoro. No seu disco rígido existe uma mensagem de Davenport para que, no caso de ele morrer e eles estejam com algum problema, possam encontrar uma solução . Poderes: Super inteligência, computador interno, campo de força projetável, cinética molecular, bastão laser.
- Leo Francis Dooley (Tyrel Jackson Williams): Leo é um rapaz normal que adora os seus novos irmãos biónicos. Na escola, ele não tem muita sorte, mas quando Adam, Bree e Chase chegam, a sua vida melhora um pouco. Ele aproveita-se dos superpoderes dos irmãos, de vez em quando. Na 1.ª temporada ele tem 14, na 2.ª temporada no episódio 25 tem 15 anos, na 3.ª temporada entre os episódios 21-22 tem 16 anos. Leo é filho de Tasha e colega de turma de Chase. Na segunda temporada, ele torna-se especialista de missão da equipa. Na terceira temporada, logo após o ataque de Krane à escola, uma viga do teto caiu em cima do braço de Leo; quando o levaram ao hospital, viram que ele tinha desaparecido, mas na verdade Douglas fizera um implante biónico para o braço direito de Leo. Agora ele tem força biónica na sua mão e pode disparar esferas laser biónicas. Para não perder o controlo do seu braço biónico, Douglas fez um controlo que desligava e ligava os poderes ds Leo, que, no fim do mesmo episódio em que foi feito, é destruído por Leo. Na quarta temporada o elevador espacial de Davenport cai na perna esquerda do Leo, e, por medo de que ele não pudesse mais ir às missões, Davenport cria uma perna biónica para Leo. Poderes: Super força no braço direito e na perna esquerda, disparo de esferas laser biónicas pela mão, transferência de energia de qualquer fonte.
- Donald "Grande D" Davenport (Hal Sparks): na 1.ª temporada tem 41 anos, na 2.ª temporada no episódio 25 tem 42 anos, na 3.ª temporada entre os episódios 21-22 tem 43 anos. É um inventor bilionário e padrasto de Leo. Ele é a figura paterna e pai adotivo de Adam, Bree e Chase, já que o seu irmão, Douglas (pai biológico de Adam, Bree e Chase, e, mais tarde, de Daniel) queria os usar como soldados biónicos de destruição massiva. Donald geralmente parece egocêntrico, infantil e um pouco egoísta. No entanto, ele preocupa-se com os seus filhos biónicos e com Leo. Ele é um génio, pois já inventou muitas coisas como: um elevador secreto na sua grande casa, um sistema de segurança computorizado chamado Eddy, um cinto que dá ao usuário o controlo sobre a gravidade, uma armadura invulnerável que confere ao utilizador força e lanço de raios, etc. Além do laboratório em sua casa, há também uma sala para pinturas. É uma das mais brilhantes mentes de toda a Terra.

- Tasha Davenport (Angel Parker): É a mãe de Leo e esposa de Donald. Trabalha como repórter para a TV. Também constitui uma figura materna para Adam, Bree e Chase, mas principalmente Bree, pois ela é a única mulher a viver lá. É geralmente uma mãe bastante protetora para Leo, não o deixando fazer certas coisas.
- Personagens secundarios
- Eddy (Will Forte): É o sistema smart-home que controla a casa na sua íntegra. Não gosta de Tasha nem das crianças. É visto como o melhor amigo de Davenport. O seu corpo consiste em letras do seu nome: E, o corpo; os dois D, os seus olhos e boca; e o Y, o fato. Davenport já desenvolveu uma namorada só para Eddy, como pedido de desculpas por ter colado post-its no seu ecrã, mas ela aparece uma única vez apenas. Pode estar num tablet, relógio digital ou telemóvel. Mesmo morando com Davenport há cinco anos, não sabia que Donald tinha um irmão e não era o pai biológico de Adam, Bree e Chase.
- Diretora Perry (Maile Flanagan): É a diretora da escola Mission Creek High School. Não se sabe por quê, mas ela não simpatiza nada com Leo. O seu nome completo é Terry Cherry Perry. A dada altura da sua vida trabalhou como guarda prisional de uma prisão feminina. Vive com os seus cinco gatos e a sua mãe. Já fez parte de uma equipa de futebol, mas foram humilhados por um não-popular sedento de vingança. Perry também é uma lutadora profissional. Na sua adolescência, fez parte de um clube de luta, no qual participava sob o nome de La Rosa Bonita. Ela possui uma placa de metal no seu corpo, e isso explicaria o facto de ela ter derrotado Spike e o ter humilhado. No final da segunda temporada, ela descobre que Adam, Bree e Chase são biónicos e, após salvarem a sua vida, Perry usa isso para chantagear Davenport e extorquir dinheiro a este. Na terceira temporada, Terry apaixona-se por Douglas.
- Janelle (Madison Pettis): É a paixão de Leo. Aparece muitas vezes. Ela é muito inteligente e bonita mas controladora. Janelle gosta de banda desenhada, assim como Leo. Ela é uma grande fã de basquetebol e não gosta de cozinhar. Estranhamente, Janelle aprecia a companhia de Leo. A sua mãe e Tasha são amigas. Ela não gosta de Trent. Janelle já fez uma peça com Adam, que foi um fracasso, mesmo antes de os orbs de defesa de Leo aparecerem.
- Douglas Orvil Davenport (Jeremy Kent Jackson): É o irmão mais novo e mais inteligente de Donald. Ele é o criador dos Biónicos (Adam, Bree e Chase), mas pretendia usá-los como armas. Com isto, Donald protegeu-os dele e fê-los pensar que era ele quem os tinha criado. Ele encenou a sua morte para ficar fora da mira de Donald e aliou-se a um bilionário desconhecido ao mundo, Viktor Krane, que o ajudou em troca de poderes biónicos. Ele criou um androide biónico chamado Marcus para caçar os seus filhos e poder controlá-los, mas fracassou. Depois, tentou trazer Chase para o seu lado, oferecendo super-força e super-velocidade, para que os seus irmãos parassem de o tratar como um zero à esquerda; porém, Chase engana-o e congela-o. Ele é solto por Krane, mas, em seguida, este decide destruir Adam, Bree e Chase. Por essa mesma razão, Douglas traiu Krane para salvar os seus filhos, acabando por, no final, se juntar à equipa.
- Marcus (Mateus Ward): É um antagonista da série e inimigo de Leo. Ele age como amigo dos três irmãos biónicos, mas, na realidade, tem um plano contra eles. Em "Missão: Espaço", instalou uma câmera oculta no laboratório de Davenport e mostrou-a ao seu chefe, que, mais tarde, é revelado como sendo Douglas, irmão de Donald. Marcus dispara raios de laser verdes, que quase acertam em Leo, revelando ser também biónico. Ameaça revelar ao mundo o segredo deles caso Leo conte o seu. Ele possui os poderes biónicos dos três combinados e ampliados em poder. Ao contrário deles, Marcus é um androide biónico. Além dos poderes em comum com os três adolescentes, Marcus ainda possui rajadas elétricas, três cerras no seu punho e, ao contrário de Adam, a sua visão térmica vaporiza objetos instantaneamente. Poderes: Ele tem os mesmos poderes que Adam, Bree e Chase, somando à sua eletrocinese, as três cerras no seu punho direito e a sua visão térmica que evapora qualquer coisa instantaneamente!
- Caitlin (Michaela Carrozzo): É a melhor amiga de Bree. Em "Clube de Luta de Robôs", sabe-se que ela tinha uma paixoneta por Adam e que usava óculos. Ela também desenvolve sentimentos românticos por Chase no final do episódio. Não é muito bonita nem muito popular, e Adam acha-a deveras irritante e esquisita. Aparece apenas em alguns episódios.
- Kerry Perry: É a sobrinha da diretora Perry, que teve a sua primeira aparição no episódio "Adam Multiplicado". Ela age como boazinha à frente da sua tia, mas, na verdade, ela é igualzinha a Perry e constantemente faz chantagens, ameaçando contar falsas acusações à sua tia, caso não sigam a sua vontade. Ela odeia Adam, Bree, Chase e Leo.

## Produção
A série começou a ser produzida no mês de setembro de 2011. Estreou em 27 de fevereiro de 2012 no Disney XD EUA, 16 de junho no Disney Channel Portugal e em 29 de julho no Disney XD Brasil. No Brasil, foi exibida pela TV Globo sob o título "Super Nerds".

## Episódios
| Temporada | Temporada | Episódios | Exibição original       | Exibição original      | Exibição no Brasil   | Exibição no Brasil    | Exibição em Portugal                                                                        | Exibição em Portugal                           |
| Temporada | Temporada | Episódios | Estreia                 | Final                  | Estreia              | Final                 | Estreia                                                                                     | Final                                          |
| --------- | --------- | --------- | ----------------------- | ---------------------- | -------------------- | --------------------- | ------------------------------------------------------------------------------------------- | ---------------------------------------------- |
|           | 1         | 20        | 27 de fevereiro de 2012 | 5 de novembro de 2012  | 12 de agosto de 2012 | 9 de novembro de 2012 | 16 de junho de 2012                                                                         | 5 de janeiro de 2013                           |
|           | 2         | 25        | 25 de fevereiro de 2013 | 13 de janeiro de 2014  | 29 de abril de 2013  | 29 de maio de 2014    | 27 de junho de 2014                                                                         | 10 de julho de 2015                            |
|           | 3         | 26        | 17 de fevereiro de 2014 | 5 de fevereiro de 2015 | 5 de junho de 2014   | 14 de maio de 2015    | 1 de junho de 2017 (Disney On Demand - MEO)/ 16 de Abril de 2019 (Disney Channel WOW - MEO) | 25 de Abril de 2019 (Disney Channel WOW - MEO) |
|           | 4         | 26        | 18 de março de 2015     | 3 de fevereiro de 2016 | 3 de julho de 2015   | por anunciar          | 25 de Abril de 2019 (Disney Channel WOW - MEO)                                              | 3 de Abril de 2019 (Disney Channel WOW - MEO)  |